# NGC 607
NGC 607 je dvojna zvijezda u zviježđu Kitu.

## Vanjske poveznice
- SEDS: NGC 0607